# Síndrome miasténico congénito

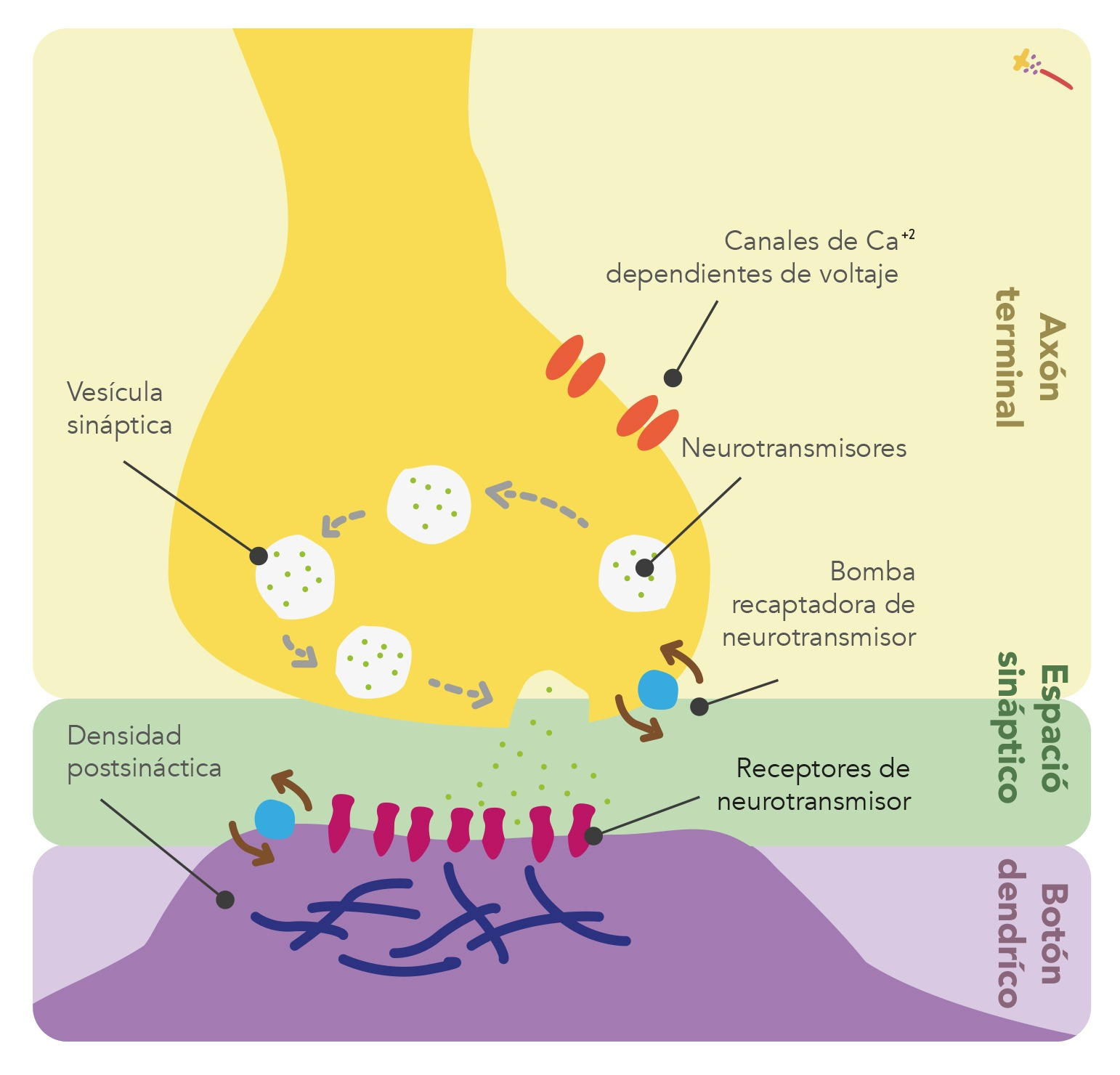
Sinapsis neuromuscular

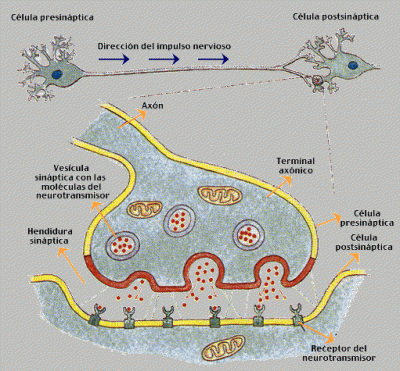

Los síndromes miasténicos congénitos (SMC) son un grupo clínicamente heterogéneo de enfermedades de causa genética. Pertenecen a las denominadas “enfermedades raras” por su baja prevalencia (0,5-1/100 000 habitantes).
Se caracterizan, al igual que la miastenia gravis y el síndrome de Lambert-Eaton, por la presencia de una alteración en la transmisión neuromuscular. La diferencia con la miastenia gravis y el síndrome de Lambert-Eaton es que los SMC no son de causa inmunológica y, por tanto, no se indica tratamiento con corticoides ni otros inmunosupresores. Por ello, es muy importante que sea diagnosticada y no confundida con la miastenia gravis.
En los últimos años se han identificado numerosos genes implicados, habiéndose descrito hasta el momento 31 genes cuya alteración da lugar a un SMC. Es una enfermedad tratable, con una mejoría franca en la calidad de vida de los pacientes cuando reciben el tratamiento farmacológico adecuado. 
Por ello, es muy importante que sea diagnosticada y no confundida con la miastenia gravis. Se cree que actualmente todavía existen muchos pacientes con SMC que no han recibido un diagnóstico correcto. Muchos de los pacientes diagnosticados actualmente han esperado previamente muchos años hasta ser diagnosticados de SMC.

## Síntomas
Los SMC presentan algunas características clínicas generales que son válidas para la mayoría de los casos. En cualquier caso, los síntomas pueden ser diferentes según el subtipo de SMC, es decir, según el gen afectado.
En términos generales, los SMC se caracterizan por la presencia de fatigabilidad muscular (ocular, bulbar, cinturas…), con o sin debilidad asociada.
El debut clínico se produce durante el periodo neonatal o durante la infancia en la mayoría de los casos, aunque en algunos subtipos la sintomatología puede no aparecer hasta la segunda década de la vida o, incluso, hasta la edad adulta. La gravedad del cuadro y el curso de la enfermedad son muy variables, desde una sintomatología leve hasta cuadros de debilidad progresiva e incapacitante.

## Diagnóstico
El diagnóstico de sospecha de los SMC se basa en las manifestaciones clínicas y los estudios neurofisiológicos, así como en la respuesta a los tratamientos empíricos empleados.
El registro de la actividad eléctrica del músculo (electromiograma), después de la estimulación, pone de manifiesto un defecto de transmisión entre el nervio y el músculo.
El análisis de sangre permite asegurar la ausencia de anticuerpos dirigidos contra los receptores de acetilcolina (generalmente presentes en la miastenia «clásica» autoinmune).
Los estudios genéticos permiten confirmar el diagnóstico e identificar las mutaciones responsables de la enfermedad. En ocasiones se requiere de estudios funcionales para confirmar la patogenicidad de ciertas variantes

## Tipos
La clasificación de los SMC se establece en función de la localización de la proteína alterada dentro de la unión neuromuscular. De este modo, los subtipos de SMC se han dividido en presinápticos, sinápticos, postsinápticos y trastornos congénitos de la glicosilación de proteínas.
| Síndromes presinápticos                              | Síndromes presinápticos                                                                 |
| ---------------------------------------------------- | --------------------------------------------------------------------------------------- |
| CHAT                                                 | Déficit de colina acetiltransferasa                                                     |
| SYT2                                                 | Déficit de sinaptotagmina                                                               |
| SNAP25                                               | Déficit de SNAP25B                                                                      |
| SLC18A3                                              | Déficit de transportador de vesículas de acetilcolina                                   |
| SLC5A7                                               | SLC5A7                                                                                  |
| MYO9A                                                | MYO9A                                                                                   |
| Síndromes sinápticos                                 |                                                                                         |
| COLQ                                                 | Déficit de acetilcolinesterasa                                                          |
| LAMB2                                                | Déficit de B-2 laminina                                                                 |
| AGRN                                                 | Agrina                                                                                  |
| COL13A1                                              | Colágeno 13A1                                                                           |
| Síndromes postsinápticos                             |                                                                                         |
| CHRNA1, CHRNB1 CHRND, CHRNE                          | Defecto primario del receptor de acetilcolina                                           |
| CHRNA1, CHRNB1 CHRND, CHRNE                          | Defecto cinético del receptor de acetilcolina (síndromes de canal rápido y canal lento) |
| CHRNG                                                | Síndrome de Escobar                                                                     |
| RAPSN                                                | Rapsina                                                                                 |
| DOK7                                                 | Dok-7                                                                                   |
| MUSK                                                 | MuSK                                                                                    |
| LRP4                                                 | LRP4                                                                                    |
| PLEC                                                 | Plectina                                                                                |
| COL13A1                                              | Defecto del Colágeno XIII                                                               |
| SCN4A                                                | Miastenia por defecto en el canal de sodio                                              |
| Defectos congénitos de la glicosilación de proteínas |                                                                                         |
| GFPT1                                                | GFPT1                                                                                   |
| DPAGT1                                               | DPAGT1                                                                                  |
| ALG2                                                 | ALG2                                                                                    |
| ALG14                                                | ALG14                                                                                   |
| GMPPB                                                | GMPPB                                                                                   |
| Otros SMC                                            |                                                                                         |
| PREPL                                                | Defecto en PREPL                                                                        |

## Tratamiento
El tratamiento de las miastenias congénitas es sintomático. El objetivo, en todos los casos, será mejorar la transmisión neuromuscular y, por ende, disminuir el síntoma principal, la fatigabilidad.
El abordaje terapéutico de los diversos subtipos de SMC es diferente dependiendo del mecanismo fisiopatológico responsable del defecto a nivel de la unión neuromuscular. Es recomendable tener una orientación diagnóstica sobre cuál es el gen alterado antes iniciar un tratamiento: determinados fármacos pueden producir un gran beneficio clínico en ciertos subtipos de SMC y un gran empeoramiento en otros.
En términos generales, los tres grupos de fármacos más utilizados en el tratamiento de las miastenias congénitas son los siguientes:
- Agonistas colinérgicos: Inhibidores de la acetilcolinesterasa (piridostigmina) y 3-4 diaminopiridina (3-4 DAP).
- Modificadores de la cinética del receptor de acetilcolina que actúan reduciendo su tiempo de apertura: fluoxetina y quinidina.
- Agonistas adrenérgicos: efedrina y salbutamol.

Los tratamientos para la miastenia gravis como los inmunosupresores, la inmunoglobulina intravenosa, la plasmaféresis o la timectomía no son efectivos para los SMC, Puesto que, los SMC no están causados por anticuerpos.